# Бартоу (Флорида)
Бартоу (енгл. Bartow) град је у америчкој савезној држави Флорида. По попису становништва из 2010. у њему је живело 17.298 становника.

## Демографија
Према попису становништва из 2010. у граду је живело 17.298 становника, што је 1.958 (12,8%) становника више него 2000. године.
| Група             | 2000.         | 2010.          |
| Белци             | 9.445 (61,6%) | 10.216 (59,1%) |
| Афроамериканци    | 4.355 (28,4%) | 4.101 (23,7%)  |
| Азијати           | 141 (0,9%)    | 187 (1,1%)     |
| Хиспаноамериканци | 1.244 (8,1%)  | 2.546 (14,7%)  |
| Укупно            | 15.340        | 17.298         |